# Erste Allgemeine Versicherung
Ne doit pas être confondu avec Erste Allgemeine Verunsicherung.
Erste Allgemeine Versicherung (EAV, « Première assurance générale » en français) est une ancienne compagnie d'assurances autrichienne, devenue la filiale autrichienne de Generali.

## Histoire
Fondée en 1832, elle entre dans le groupe Generali en 1882 puis entre en Bourse en 1886, fait partie des entreprises composant l'ATX,. En 1987, Erste Allgemeine et Generali partagent le même logo.
En 1995, EAV est dans les cinq premières compagnie d'assurances dans le secteur automobile en Autriche. Avec les autres compagnies, Interunfall Versicherung, Bundesländer Versicherung, Allianz, Wiener Städtische Versicherung (de), elles occupent plus de la moitié du marché.
Pour l'année 1995, EAV génère un bénéfice de 176.4 millions d'euros. En 1998, EAV fusionne avec Generali pour devenir sa filière autrichienne.

## Culture
Le groupe de rock autrichien Erste Allgemeine Verunsicherung a choisi son nom en référence à la compagnie d'assurances.